# Orotina (tổng)
Orotina là một tổng trong tỉnh Alajuela, Costa Rica. Tổng này có diện tích 141,92 km², dân số năm 2008 là 17866 người..